# GayRadio
Gay Radio Hong Kong（簡稱GR，原網址為www.gayradio.hk），是活躍於2006至2012年間的香港網路電台之一，以廣東話製作一系列同志相關題材的清談節目、人物專訪和播音劇等。2008年增設網劇，以及英語訪談節目。2009年初收聽率一度高達到每月6萬人次，成為當時最受歡迎的香港同志電台。

## 起點網播：2003-2004
Gay Radio前身為「起點影音像網播平台」（Netcast Platform，簡稱「起點」，原網址為www.netcast-platform.org），由記者甲、Roadster、浪人落雁及犬飼哲也於2004年共同創立，期望透過建立共享的平台，讓參與者以聲音或錄像分享多元生活百態。
當時的本地網台大多採用串流實時播放形式運作，對以業餘身份擔任主持及參與製作的人員構成不少壓力和限制。創辦人之一記者甲曾在本地網台「Gay Channel」主持寵物節目《貓朋狗友》，為期數月，最終因工作繁重難以兼顧而請辭。適逢另一創辦人Roadster提出摒棄串流實時播放，改用更靈活的製作及播放方式，建立新的平台，經過四位創辦人的共同商討，最終在2004年5月成立了本地第一個以On Demand方式運作的網台「起點」。
「起點」首播日期是2004年7月20日，當時共提供四個節目，錄製地點多為各主持或受訪對象家中。節目製作由記者甲統籌，Roadster負責架設網路及錄音器材，浪人落雁及犬飼哲也負責文宣及節目創作。為配合首播宣傳，「起點」特別向聽眾送出由台灣演員楊祐寧親筆簽名的同志電影《十七歲的天空》明信片作為開台禮物。

## 立足同志社群：2004-2005
因四位創辦人相識於本地同志網上論壇「Toliet Wall」，故「起點」初期亦以該論壇成員為主要目標聽眾。開播期間，各相關人員同時在論壇內更新個人簽名檔進行宣傳造勢，引發論壇管理員不滿而遭封殺，嚴重影響「起點」的運作。面對該論壇內不斷的衝突和爭拗，新的同志網上論壇「730pm」終於在2004年底成立，原論壇逾千會員一夜之間轉投新論壇，「起點」也得而重新立足。因新論壇會員對製作網播節目躍躍欲試，「起點」得到振興製作亟需的人力資源和聽眾，復播短短三個月內接連創建二十多個節目，是題材最多元的時期。雖然不少新節目未能持續運作，但多個長壽節目如《性在夠吉士》及《男女關係科》等都在此階段開播。
除了透過網上論壇吸納新血，「起點」亦同時嘗試與其他機構協作，豐富節目題材和內容。長壽節目之一《姊妹同志口水房》由同志組織「姊妹同志」製作，數年前在本地網台鼻祖「Radio Republic」開播，停播多時後重新復播，加盟成為「起點」首個女同志題材節目。《點解關懷愛滋》由愛滋病防治組織「關懷愛滋」聯合製作，是首個針對社群的愛滋病資訊節目。
隨著同志電影《斷背山》的上畫，「起點」亦開設《電影＠起點》節目，透過與多間電影發行商的合作，提供多齣中外電影的最新資訊，並向聽眾贈送門票及電影精品。

### Gay Radio的出現
因「起點網播」的創立和成長與網上同志社群息息相關，不少新節目亦以同志生活為主題。網台內部曾就同志題材節目比例增加作出討論。「起點」於2005年中開設了新域名，透過設立Gay Radio主頁，更有系統地突出同志節目，服務同志社群。
2005年，香港社會各界就性傾向歧視條例應否立法進行激烈討論，「起點」主動收集各界的立場文章設立專頁，並發起收集各界聲音簽名支持立法的活動，獲部分爭取同志權益者的支持和響應，一度與同志平權運動走得較近。惟因「起點」各成員大多未有出櫃的準備，與同運人士的期望有所落差，雙方並未進一步合作。

## 正名Gay Radio：2006-2008
配合發展，「起點」自2006年起在所有節目當中加插由網路歌手阿爽創作的主題音樂，並推出較原域名簡短的新域名Netcast.hk，方便聽眾。Netcast.hk節目以非同志題材為主，包括《光影人生》及《電影＠起點》等。另一方面，同志題材節目繼續在GayRadio.hk頁面不斷擴展，並確立了「起點同你同聲同氣，Gay Radio.hk」作為宣傳口號，以進一步鞏固「起點」作為本地同志媒體的形象。
Netcast.hk在2007年因節目數量不足而取消，所有節目歸併入GayRadio.hk；並同時放棄原英文名Netcast Platform，網台全名正式定為「Gay Radio Hong Kong 起點網播平台」。同時，Gay Radio亦開始提供節目下載，以解決串流頻寬擠塞的問題，並順應網上媒體發展趨勢及聽眾習慣的轉變。
隨著新的定位，節目題材較集中於同志生活方面，並開始提供資訊類節目，例如《同志字典》、《文可風‧同志》等，又與香港小童群益會「性向無限計劃」合作，連續兩年舉辦《基場超新星》青年主持培訓計劃。雖然節目種類大幅增加，Gay Radio並未有任何全職員工或義工，各成員只在工餘或課餘時間參與製作，甚至錄音和剪接等製作程序仍需要借用節目監製或主持人的家進行。而網台必需的域名和伺服器等開支，亦全靠行政總監Roadster和節目總監記者甲以個人名義投放的資金應付。

### 網路廣播劇
2005年底，「起點」開始籌備製作網路廣播劇。首個劇目《只能曖昧的暗戀》是「全台同志暗戀徵文比賽」冠軍作品，該比賽由「起點」與台灣雷公電影公司合辦，是記者甲將其網路小說《起點‧終點》出版成書的相應宣傳計劃之一。2006年初，因缺乏適合的演藝人員參與錄音，「起點」特別進行了選角行動，吸引近40人參與。
以同志單戀直男為故事主軸，《只能曖昧的暗戀》首播後獲得相當正面的反應，不但在網上同志論壇中引起討論及共鳴，更吸引了本地另一同志作家葉志偉的注意，而與「起點」合作將其同志小說《突然獨身》聲音化。《突然獨身》同樣在錄音以前舉行了選角行動，吸引了100人參加面試，需時兩日才完成所有程序。兩次選角行動有助「起點」組成基本的廣播劇組班底，當中更有專業舞台劇及電視演員參與。

## 邁向專業化：2008-2009
2008年7月，Gay Radio正式於沙田河畔花園設立專用辦公室，結束小型家居製作的營運模式。超過1300呎的辦公及製作場地，讓Gay Radio在錄音節目以外，有機會推出影像節目，如《1069美麗魔法》及《Fit爆你》等。隨著電台擁有對外界開放的便利，節目主持邀請的嘉賓亦由個人友好，擴展至不同階層，包括同志組織人士、文化藝術工作者、外籍人士以及聽眾等，增加節目創作的空間；製作班底亦加入了更多年青人，節目種類更具大膽創意，例如專題探討色情影片的《巨根．格．鬥場》；電台亦提供了讓製作人交流及討論節目的空間，又引入具專業電台及電視背景的友好加入參與製作及教育新人。人事方面，電台管理層期間曾舉辦數次大型內部聚會，希望加強成員歸屬感；隨著電台初見規模，節目製作及播放制度也漸次成型，同時也確立電台與主持之間較為認真的關係。
隨著多個網路廣播劇的成功，Gay Radio亦開始探索攝製影像劇集的可能，並在香港愛滋病基金會的支持下推出了香港首齣同志網劇《我和他的99天》，引起大眾傳媒如《AM730》和《號外》等的注意及報導。

## 人事矛盾及調動：2009-2010
Gay Radio廣播劇實驗小組以訓練自家廣播及演藝人員為目的而成立，小組曾成功錄製7集單元劇，部分組員亦兼任其他節目主持。可惜小組在2009年與高層意見不合而被迫解散，導致錄製中的廣播劇胎死腹中，更波及多個由小組成員主持的節目如《快樂零聲》等，嚴重打擊Gay Radio台前幕後的士氣。
繼續熱播的網劇《我和他的99天》為Gay Radio帶來了新的觀眾和聽眾，更在半年內吸引到逾300名有意嘗試網路廣播的人向Gay Radio自薦。不少獲錄用的新主持參與了由多個環節組織的生活資訊節目《G Mag》。回應網路上快速崛起的腐女群體，Gay Radio特別設立新節目《BL腐啦嘩》，討論BL文化、腐女及同志都感興趣的話題。同期亦推出針對校園同志群體而設的新節目《GR學園》，反應空前，於半年內成功招募了100名「GR學生會」會員，並於2010年2月舉行了首個聽眾活動，約30多人參加。
2009年4月19日，Gay Radio推出加強互動元素的新版本網站，行政總監Roadster同時成為第一位全職投入Gay Radio的成員，專責市務及銷售發展，探尋能夠令Gay Radio收支平衡的營運模式，例如在網站增設網上商店，售賣HIV測試套裝、各類小說、攝影集和電影DVD，包括雲翔的《永久居留》影集等。
2009年中，時任立法會議員黃成智以及與其關係密切的教會組織指責《基場超新星》節目內容鼓吹同性戀，迫使資助方香港小童群益會因顧忌而中止新一屆合作計劃，令亟需額外資金紓援營運開支的Gay Radio財政壓力大增。2009年9月，Gay Radio因欠租導致辦公室一度遭查封。

## 尾聲：2010-2012
面對沉重財政壓力，Gay Radio管理層決定在辦公室租約屆滿後不再續租，搬到位於旺角的臨時辦公室繼續營運。2010年7月，管理層首次向台前幕後披露Gay Radio的財政危機，向公眾尋求資金支持，並發起「畀個五我捐款運動」，邀得歌手周柏豪及演員楊淇參與拍攝宣傳片。2010年9月，Gay Radio成功舉辦「拾扑會」籌款晚會，在聽眾的踴躍捐助下（有一聽眾捐款達5000港元）籌得足夠資金，於10月搬往新浦崗工業大廈單位延續製作。
多位主持人曾因意見不合等原因先後於短期內離開，10月遷台前夕只餘《GR學園》、《姊妹同志口水房》等幾個主要節目。期間雖仍有新血願意加入主持節目，可惜磨合並不順利，能成功發展成節目的企劃甚少。重組的廣播劇小組終在搬到新台址後啟動製作，並於2011年3月播出《愛情混醬》的四集單元劇目。包括行政總監Roadster、節目總監記者甲、戲劇總監Danny等管理層成員於2011年5月接受《新Monday》雜誌訪問。
2011年8月，節目總監記者甲在Gay Radio網站發出公開聲明，指跟管理層就Gay Radio的財政問題出現「不可妥協的分歧」，宣布即時離開管理崗位，並指離開是「極為沉痛但無法避免的決定」。Gay Radio在行政總監Roadster的領導下，同年9月再遷至友好人士位於炮台山的辦公室寄居。
2012年3月，聽眾發現無法進入Gay Radio網站，Gay Radio至此走入歷史。

## 經典重溫：2020-
2020年3月22日，創辦人記者甲在Facebook宣布，將在YouTube開設Gay Radio經典頻道，讓聽眾重溫節目。

## 外部連結
- Gay Radio HK的YouTube頻道 （页面存档备份，存于） - 可重溫網劇《我和他的99天》及其他節目
- Gay Radio HK的Facebook專頁 （页面存档备份，存于）
- Gay Radio HK的經典節目重溫頻道